# Federação Pernambucana de Futsal
A Federação Pernambucana de Futsal foi fundada em 10 de maio de 1962, substituindo a Federação Pernambucana de Desportos Amadores. Sua sede está situada na cidade de Recife.

## História
O futsal começou em Pernambuco antes mesmo da criação da federação. As competições eram promovidas pela Federação Pernambucana de Desportos Amadores (FPDA), que realizou o primeiro Pernambucano de Futebol de Salão em 1960. A competição contou com a participação de equipes do Recife, Caruaru, Vitória de Santo Antão e outras cidades do Estado.

### Criação da FPFS
A modalidade rapidamente caiu no gosto da sociedade pernambucana, então nasceu a necessidade de criar uma federação específica para organizar torneios para todo o estado.
No dia  10 de maio de 1962, com o apoio de clubes de todo o estado, fundou-se a Federação Pernambucana de Futsal (FPFS). No mesmo ano da fundação foi realizado o primeiro torneio estadual, competição essa vencida pela Associação Esportiva Líbano.

### A FPFS hoje
A nível estadual a federação tem organizado torneios até os dias atuais, com exceção para a temporada de 1964. Já foram campeões diversas equipes, tanto da capital como do interior, destaque para a conquista da Desportiva Pitu, de Vitória de Santo Antão.
A nível nacional, além da participação da Federação Pernambucana de Futsal nos torneios de federações promovidas pela CBFS, o estado também foi sede das finais da Taça Brasil de Futsal. As equipes filiadas também tiveram seu momento no torneio nacional, destaque para a equipe do Votorantim que foi vice campeão em 1990 e para o Clube Náutico Capibaribe que é a única equipe do estado campeão em 1976, ano esse em que a equipe alvirrubra conquistava o seu eneacampeonato estadual (1968-1976).

## Competições
- Campeonato Estadual Adulto Masculino
- Campeonato Estadual Adulto Feminino
- Campeonato Estadual: Sub: 07, 09 E 11, 13, 15, 17 e 20 Masculino
- Campeonato Estadual: Sub 17, 20 e Adulto Feminino
- Campeonato Intermunicipal: Sub 17 e Sub 20 Masculino
- Copa Estado de Pernambuco: Adulto Masculino
- Copa Master Adulto Masculino
- Intermunicipal Adulto Masculino